# Llista de topònims de Garcia
Llista de topònims (noms propis de lloc) del municipi de Garcia, a la Ribera d'Ebre
Informació actualitzada per un bot. Els canvis manuals es perdran quan s'actualitzi!

## cabana
| imatge | Nom                              | Ubicat a | instància de | Detalls | coordenades                                                          | Protecció | Commons (més fotos) | Dades a WD                    |
| ------ | -------------------------------- | -------- | ------------ | ------- | -------------------------------------------------------------------- | --------- | ------------------- | ----------------------------- |
|        | Sequer d'en Pere                 | Garcia   | cabana       |         | 41° 08′ 03″ N, 0° 36′ 49″ E / 41.1341768409619°N,0.613590919535805°E |           |                     | Modifica les dades a Wikidata |
|        | Sequer de Barceló                | Garcia   | cabana       |         | 41° 07′ 03″ N, 0° 40′ 41″ E / 41.1176043025632°N,0.677923138120404°E |           |                     | Modifica les dades a Wikidata |
|        | Sequer de Barravés               | Garcia   | cabana       |         | 41° 08′ 14″ N, 0° 36′ 57″ E / 41.1372687288992°N,0.615885372272517°E |           |                     | Modifica les dades a Wikidata |
|        | Sequer de Benito                 | Garcia   | cabana       |         | 41° 07′ 15″ N, 0° 41′ 03″ E / 41.1209197312203°N,0.684226171425511°E |           |                     | Modifica les dades a Wikidata |
|        | Sequer de Ca Joan                | Garcia   | cabana       |         | 41° 07′ 09″ N, 0° 39′ 28″ E / 41.1190437276018°N,0.657827013170533°E |           |                     | Modifica les dades a Wikidata |
|        | Sequer de Cabito                 | Garcia   | cabana       |         | 41° 09′ 29″ N, 0° 37′ 36″ E / 41.158028615525°N,0.626728593018142°E  |           |                     | Modifica les dades a Wikidata |
|        | Sequer de Cal Manel              | Garcia   | cabana       |         | 41° 07′ 23″ N, 0° 42′ 00″ E / 41.1230381216566°N,0.700041270320797°E |           |                     | Modifica les dades a Wikidata |
|        | Sequer de Camot                  | Garcia   | cabana       |         | 41° 09′ 24″ N, 0° 38′ 40″ E / 41.1566744585836°N,0.644558049594258°E |           |                     | Modifica les dades a Wikidata |
|        | Sequer de Cervelló               | Garcia   | cabana       |         | 41° 07′ 36″ N, 0° 40′ 16″ E / 41.1265575594892°N,0.671246426725537°E |           |                     | Modifica les dades a Wikidata |
|        | Sequer de Claravall              | Garcia   | cabana       |         | 41° 06′ 35″ N, 0° 40′ 47″ E / 41.1096395516854°N,0.679585350683373°E |           |                     | Modifica les dades a Wikidata |
|        | Sequer de Cocou                  | Garcia   | cabana       |         | 41° 07′ 58″ N, 0° 41′ 26″ E / 41.1328170378037°N,0.690455084408855°E |           |                     | Modifica les dades a Wikidata |
|        | Sequer de Falagan                | Garcia   | cabana       |         | 41° 07′ 37″ N, 0° 40′ 48″ E / 41.1269857130659°N,0.679962736763325°E |           |                     | Modifica les dades a Wikidata |
|        | Sequer de Fendi                  | Garcia   | cabana       |         | 41° 06′ 54″ N, 0° 39′ 39″ E / 41.1148688851575°N,0.660702819363704°E |           |                     | Modifica les dades a Wikidata |
|        | Sequer de Flasquito              | Garcia   | cabana       |         | 41° 09′ 53″ N, 0° 36′ 56″ E / 41.1646956281903°N,0.615486952931126°E |           |                     | Modifica les dades a Wikidata |
|        | Sequer de Galià                  | Garcia   | cabana       |         | 41° 06′ 43″ N, 0° 39′ 59″ E / 41.1118920527897°N,0.666251050636188°E |           |                     | Modifica les dades a Wikidata |
|        | Sequer de Jacint                 | Garcia   | cabana       |         | 41° 07′ 30″ N, 0° 41′ 08″ E / 41.1249386208616°N,0.685657143520246°E |           |                     | Modifica les dades a Wikidata |
|        | Sequer de Joan Anguera           | Garcia   | cabana       |         | 41° 07′ 40″ N, 0° 39′ 32″ E / 41.127731746765°N,0.6589711958701°E    |           |                     | Modifica les dades a Wikidata |
|        | Sequer de Joan de Garcia         | Garcia   | cabana       |         | 41° 07′ 28″ N, 0° 41′ 40″ E / 41.1244473667317°N,0.694393631513123°E |           |                     | Modifica les dades a Wikidata |
|        | Sequer de Joanet de Marieta      | Garcia   | cabana       |         | 41° 06′ 32″ N, 0° 40′ 35″ E / 41.108853507985°N,0.676338156805506°E  |           |                     | Modifica les dades a Wikidata |
|        | Sequer de Josep del Pentinar     | Garcia   | cabana       |         | 41° 08′ 05″ N, 0° 40′ 10″ E / 41.134846391368°N,0.669583119449011°E  |           |                     | Modifica les dades a Wikidata |
|        | Sequer de Marc                   | Garcia   | cabana       |         | 41° 07′ 26″ N, 0° 39′ 42″ E / 41.1239050098179°N,0.661692036793252°E |           |                     | Modifica les dades a Wikidata |
|        | Sequer de Marimon                | Garcia   | cabana       |         | 41° 07′ 40″ N, 0° 40′ 45″ E / 41.1279147072142°N,0.679131884510015°E |           |                     | Modifica les dades a Wikidata |
|        | Sequer de Metgesso               | Garcia   | cabana       |         | 41° 06′ 52″ N, 0° 39′ 35″ E / 41.1145629732592°N,0.659832369051183°E |           |                     | Modifica les dades a Wikidata |
|        | Sequer de Metxa                  | Garcia   | cabana       |         | 41° 07′ 58″ N, 0° 41′ 22″ E / 41.1327093570975°N,0.689577300971958°E |           |                     | Modifica les dades a Wikidata |
|        | Sequer de Monget                 | Garcia   | cabana       |         | 41° 08′ 56″ N, 0° 38′ 41″ E / 41.1488696736588°N,0.644766050565054°E |           |                     | Modifica les dades a Wikidata |
|        | Sequer de Moreres                | Garcia   | cabana       |         | 41° 09′ 20″ N, 0° 38′ 37″ E / 41.1556364596509°N,0.64357035669145°E  |           |                     | Modifica les dades a Wikidata |
|        | Sequer de Nicanora               | Garcia   | cabana       |         | 41° 08′ 26″ N, 0° 37′ 21″ E / 41.14062336258°N,0.622614576998758°E   |           |                     | Modifica les dades a Wikidata |
|        | Sequer de Panga                  | Garcia   | cabana       |         | 41° 07′ 10″ N, 0° 40′ 12″ E / 41.1193795496932°N,0.669940011938919°E |           |                     | Modifica les dades a Wikidata |
|        | Sequer de Panoli                 | Garcia   | cabana       |         | 41° 06′ 46″ N, 0° 41′ 22″ E / 41.1129027095144°N,0.689569567903844°E |           |                     | Modifica les dades a Wikidata |
|        | Sequer de Perer                  | Garcia   | cabana       |         | 41° 07′ 55″ N, 0° 41′ 03″ E / 41.1319439704243°N,0.684207643746818°E |           |                     | Modifica les dades a Wikidata |
|        | Sequer de Perot                  | Garcia   | cabana       |         | 41° 08′ 01″ N, 0° 41′ 26″ E / 41.1335188533797°N,0.690418544363552°E |           |                     | Modifica les dades a Wikidata |
|        | Sequer de Puput                  | Garcia   | cabana       |         | 41° 07′ 22″ N, 0° 39′ 40″ E / 41.1226929511522°N,0.660996591536747°E |           |                     | Modifica les dades a Wikidata |
|        | Sequer de Quanet                 | Garcia   | cabana       |         | 41° 06′ 55″ N, 0° 40′ 02″ E / 41.1151466508838°N,0.667290975253011°E |           |                     | Modifica les dades a Wikidata |
|        | Sequer de Quars                  | Garcia   | cabana       |         | 41° 07′ 33″ N, 0° 41′ 55″ E / 41.1257406200756°N,0.698708039175314°E |           |                     | Modifica les dades a Wikidata |
|        | Sequer de Ramon de Tim           | Garcia   | cabana       |         | 41° 08′ 09″ N, 0° 40′ 02″ E / 41.1357454036964°N,0.667275801875383°E |           |                     | Modifica les dades a Wikidata |
|        | Sequer de Roques                 | Garcia   | cabana       |         | 41° 07′ 27″ N, 0° 39′ 38″ E / 41.124187574982°N,0.660526593278382°E  |           |                     | Modifica les dades a Wikidata |
|        | Sequer de Samaroca               | Garcia   | cabana       |         | 41° 08′ 13″ N, 0° 36′ 46″ E / 41.1370335893948°N,0.612796330556159°E |           |                     | Modifica les dades a Wikidata |
|        | Sequer de Sendereta              | Garcia   | cabana       |         | 41° 06′ 59″ N, 0° 40′ 50″ E / 41.116465632084°N,0.680416756937152°E  |           |                     | Modifica les dades a Wikidata |
|        | Sequer de Sicard                 | Garcia   | cabana       |         | 41° 07′ 39″ N, 0° 39′ 54″ E / 41.1274833387479°N,0.664924127448683°E |           |                     | Modifica les dades a Wikidata |
|        | Sequer de Soldevila              | Garcia   | cabana       |         | 41° 07′ 21″ N, 0° 40′ 33″ E / 41.1224643872459°N,0.675953163951324°E |           |                     | Modifica les dades a Wikidata |
|        | Sequer de Tonino                 | Garcia   | cabana       |         | 41° 07′ 44″ N, 0° 40′ 39″ E / 41.1289915420974°N,0.677592967573057°E |           |                     | Modifica les dades a Wikidata |
|        | Sequer de Ximet                  | Garcia   | cabana       |         | 41° 09′ 20″ N, 0° 39′ 13″ E / 41.1554357518584°N,0.653587889241951°E |           |                     | Modifica les dades a Wikidata |
|        | Sequer de l'Angelina             | Garcia   | cabana       |         | 41° 07′ 32″ N, 0° 41′ 35″ E / 41.1254287459849°N,0.693025154795075°E |           |                     | Modifica les dades a Wikidata |
|        | Sequer de l'Espelta              | Garcia   | cabana       |         | 41° 09′ 02″ N, 0° 38′ 58″ E / 41.1505863547956°N,0.649435310082435°E |           |                     | Modifica les dades a Wikidata |
|        | Sequer de l'Esquerra             | Garcia   | cabana       |         | 41° 07′ 22″ N, 0° 38′ 57″ E / 41.1227249393826°N,0.649298706354385°E |           |                     | Modifica les dades a Wikidata |
|        | Sequer de la Cari                | Garcia   | cabana       |         | 41° 07′ 07″ N, 0° 41′ 54″ E / 41.1184906818175°N,0.69829443286758°E  |           |                     | Modifica les dades a Wikidata |
|        | Sequer del Franquet              | Garcia   | cabana       |         | 41° 06′ 57″ N, 0° 38′ 45″ E / 41.1157564376954°N,0.645914945352868°E |           |                     | Modifica les dades a Wikidata |
|        | Sequer del Gall                  | Garcia   | cabana       |         | 41° 07′ 23″ N, 0° 40′ 21″ E / 41.1231348808249°N,0.672582436854457°E |           |                     | Modifica les dades a Wikidata |
|        | Sequer del Jeques                | Garcia   | cabana       |         | 41° 07′ 04″ N, 0° 40′ 57″ E / 41.1176961370991°N,0.682481532386597°E |           |                     | Modifica les dades a Wikidata |
|        | Sequer del Metge                 | Garcia   | cabana       |         | 41° 07′ 42″ N, 0° 41′ 15″ E / 41.1284501942255°N,0.687391997561344°E |           |                     | Modifica les dades a Wikidata |
|        | Sequer del Millonari             | Garcia   | cabana       |         | 41° 06′ 36″ N, 0° 41′ 05″ E / 41.1099877254923°N,0.684801081509999°E |           |                     | Modifica les dades a Wikidata |
|        | Sequer del Molló                 | Garcia   | cabana       |         | 41° 07′ 21″ N, 0° 39′ 56″ E / 41.1225035516902°N,0.665422344969722°E |           |                     | Modifica les dades a Wikidata |
|        | Sequer del Pelat                 | Garcia   | cabana       |         | 41° 07′ 08″ N, 0° 41′ 08″ E / 41.1189644687543°N,0.685533626103276°E |           |                     | Modifica les dades a Wikidata |
|        | Sequer del Pere                  | Garcia   | cabana       |         | 41° 06′ 44″ N, 0° 40′ 23″ E / 41.1122029890014°N,0.673159314103761°E |           |                     | Modifica les dades a Wikidata |
|        | Sequer del Rasquerà              | Garcia   | cabana       |         | 41° 07′ 01″ N, 0° 39′ 40″ E / 41.1169046430729°N,0.661154550723916°E |           |                     | Modifica les dades a Wikidata |
|        | Sequer del Teixidor              | Garcia   | cabana       |         | 41° 07′ 48″ N, 0° 41′ 26″ E / 41.1299988635601°N,0.690506316079019°E |           |                     | Modifica les dades a Wikidata |
|        | Sequer del Tomàs                 | Garcia   | cabana       |         | 41° 07′ 27″ N, 0° 41′ 46″ E / 41.124077832557°N,0.69618137692207°E   |           |                     | Modifica les dades a Wikidata |
|        | Sequer del Tonet                 | Garcia   | cabana       |         | 41° 07′ 22″ N, 0° 39′ 25″ E / 41.1228527178734°N,0.656893470898831°E |           |                     | Modifica les dades a Wikidata |
|        | Sequer dels Casats               | Garcia   | cabana       |         | 41° 07′ 14″ N, 0° 39′ 16″ E / 41.1204429723858°N,0.654442235787054°E |           |                     | Modifica les dades a Wikidata |
|        | Sequer dels Pins                 | Garcia   | cabana       |         | 41° 06′ 39″ N, 0° 41′ 49″ E / 41.1108259025026°N,0.696954564896459°E |           |                     | Modifica les dades a Wikidata |
|        | cabana del Pastoret              | Garcia   | cabana       |         | 41° 10′ 16″ N, 0° 38′ 17″ E / 41.1711500136899°N,0.638031737266708°E |           |                     | Modifica les dades a Wikidata |
|        | caseta d'Argilaga                | Garcia   | cabana       |         | 41° 07′ 41″ N, 0° 38′ 46″ E / 41.1281106268977°N,0.646187926878276°E |           |                     | Modifica les dades a Wikidata |
|        | caseta d'en Josep Llorenç        | Garcia   | cabana       |         | 41° 07′ 42″ N, 0° 38′ 40″ E / 41.1282709032691°N,0.644335813711735°E |           |                     | Modifica les dades a Wikidata |
|        | caseta de Barceló                | Garcia   | cabana       |         | 41° 06′ 49″ N, 0° 38′ 51″ E / 41.1135085121354°N,0.647424430604344°E |           |                     | Modifica les dades a Wikidata |
|        | caseta de Josep Moragrega        | Garcia   | cabana       |         | 41° 07′ 48″ N, 0° 39′ 06″ E / 41.1300682554251°N,0.651633399324864°E |           |                     | Modifica les dades a Wikidata |
|        | caseta de Maria                  | Garcia   | cabana       |         | 41° 07′ 36″ N, 0° 35′ 47″ E / 41.1267497235034°N,0.596445099354455°E |           |                     | Modifica les dades a Wikidata |
|        | caseta de Martínez               | Garcia   | cabana       |         | 41° 06′ 44″ N, 0° 38′ 37″ E / 41.1121506343734°N,0.643566706814224°E |           |                     | Modifica les dades a Wikidata |
|        | caseta de Tutet                  | Garcia   | cabana       |         | 41° 06′ 58″ N, 0° 38′ 36″ E / 41.116070922778°N,0.643235879053724°E  |           |                     | Modifica les dades a Wikidata |
|        | caseta de Vilars                 | Garcia   | cabana       |         | 41° 06′ 38″ N, 0° 38′ 28″ E / 41.1106036896574°N,0.641037809372475°E |           |                     | Modifica les dades a Wikidata |
|        | caseta del Cisco del Francisquet | Garcia   | cabana       |         | 41° 08′ 03″ N, 0° 39′ 01″ E / 41.1342479057497°N,0.65032868398717°E  |           |                     | Modifica les dades a Wikidata |
|        | caseta del Ferrocarril           | Garcia   | cabana       |         | 41° 06′ 56″ N, 0° 38′ 49″ E / 41.1154740177773°N,0.64708029367505°E  |           |                     | Modifica les dades a Wikidata |
|        | corral de Montamat               | Garcia   | cabana       |         | 41° 09′ 57″ N, 0° 39′ 54″ E / 41.165875308316°N,0.66499891750443°E   |           |                     | Modifica les dades a Wikidata |
|        | pallissa del Mas d'en Baime      | Garcia   | cabana       |         | 41° 07′ 05″ N, 0° 42′ 11″ E / 41.1179305891146°N,0.703173425428931°E |           |                     | Modifica les dades a Wikidata |

## casa
| imatge | Nom          | Ubicat a | instància de | Detalls                                  | coordenades                                                                         | Protecció                                  | Commons (més fotos) | Dades a WD                    |
| ------ | ------------ | -------- | ------------ | ---------------------------------------- | ----------------------------------------------------------------------------------- | ------------------------------------------ | ------------------- | ----------------------------- |
|        | Ca Canyisser | Garcia   | casa         | Estil: arquitectura popular 18th century | 41° 08′ 18″ N, 0° 39′ 01″ E / 41.138306°N,0.650315°E ca:C. de la Gatera, 22 32 msnm | bé integrant del patrimoni cultural català | Ca Canyisser        | Modifica les dades a Wikidata |
|        | Ca Perot     | Garcia   | casa         | Estil: arquitectura popular 18th century | 41° 08′ 13″ N, 0° 38′ 55″ E / 41.136831°N,0.64864°E ca:C. Major, 38 30 msnm         | bé integrant del patrimoni cultural català | Ca Perot (Garcia)   | Modifica les dades a Wikidata |
|        | Ca Taller    | Garcia   | casa         | Estil: arquitectura popular 19th century | 41° 08′ 14″ N, 0° 39′ 00″ E / 41.137131°N,0.649874°E ca:Pl. de Catalunya, 9 40 msnm | bé integrant del patrimoni cultural català | Ca Taller           | Modifica les dades a Wikidata |
|        | Cal Ranci    | Garcia   | casa         | Estil: arquitectura popular 19th century | 41° 08′ 14″ N, 0° 39′ 01″ E / 41.137182°N,0.65017°E ca:Pl. de Catalunya, 8 40 msnm  | bé integrant del patrimoni cultural català | Cal Ranci (Garcia)  | Modifica les dades a Wikidata |
|        | cal Rei      | Garcia   | casa         | Estil: arquitectura popular 17th century | 41° 08′ 17″ N, 0° 38′ 59″ E / 41.138166°N,0.649641°E ca:C. Església, 2 70 msnm      | bé integrant del patrimoni cultural català | Cal Rei (Garcia)    | Modifica les dades a Wikidata |

## cova
| imatge | Nom               | Ubicat a | instància de | Detalls | coordenades                                                          | Protecció | Commons (més fotos) | Dades a WD                    |
| ------ | ----------------- | -------- | ------------ | ------- | -------------------------------------------------------------------- | --------- | ------------------- | ----------------------------- |
|        | cova de Poldo     | Garcia   | cova         |         | 41° 07′ 41″ N, 0° 35′ 59″ E / 41.1280257602679°N,0.59975770357365°E  |           |                     | Modifica les dades a Wikidata |
|        | cova de la Fotx   | Garcia   | cova         |         | 41° 08′ 34″ N, 0° 37′ 35″ E / 41.1428747148773°N,0.626524674203882°E |           |                     | Modifica les dades a Wikidata |
|        | cova dels Cremats | Garcia   | cova         |         | 41° 10′ 19″ N, 0° 38′ 07″ E / 41.1720095976005°N,0.635151950773792°E |           |                     | Modifica les dades a Wikidata |

## edifici
| imatge | Nom                    | Ubicat a | instància de | Detalls                                  | coordenades                                                                          | Protecció                                  | Commons (més fotos)    | Dades a WD                    |
| ------ | ---------------------- | -------- | ------------ | ---------------------------------------- | ------------------------------------------------------------------------------------ | ------------------------------------------ | ---------------------- | ----------------------------- |
|        | Escut de Ca Vernet     | Garcia   | edifici      | Estil: arquitectura popular 18th century | 41° 08′ 17″ N, 0° 38′ 58″ E / 41.138111°N,0.649375°E ca:C. de l'Església, 13 68 msnm | bé integrant del patrimoni cultural català | Escut de Ca Vernet     | Modifica les dades a Wikidata |
|        | Màrgens de Garcia      | Garcia   | edifici      | Estil: arquitectura popular              | 41° 07′ 26″ N, 0° 39′ 59″ E / 41.123967°N,0.666264°E                                 | bé integrant del patrimoni cultural català |                        | Modifica les dades a Wikidata |
|        | Refugi i cisterna      | Garcia   | edifici      | Estil: arquitectura popular              | 41° 08′ 10″ N, 0° 37′ 48″ E / 41.135993°N,0.629978°E                                 | bé integrant del patrimoni cultural català |                        | Modifica les dades a Wikidata |
|        | casal Social de Garcia | Garcia   | edifici      | Estil: noucentisme 1930                  | 41° 08′ 12″ N, 0° 38′ 58″ E / 41.136707°N,0.649443°E ca:C. del Centre, 6 39 msnm     | bé integrant del patrimoni cultural català | Casal Social de Garcia | Modifica les dades a Wikidata |

## església
| imatge | Nom                                 | Ubicat a | instància de    | Detalls                                  | coordenades                                                                     | Protecció                                  | Commons (més fotos)      | Dades a WD                    |
| ------ | ----------------------------------- | -------- | --------------- | ---------------------------------------- | ------------------------------------------------------------------------------- | ------------------------------------------ | ------------------------ | ----------------------------- |
|        | Ermita de Santa Magdalena de Garcia | Garcia   | església ermita | Estil: arquitectura popular              | 41° 10′ 22″ N, 0° 39′ 20″ E / 41.17279°N,0.65554°E                              | bé cultural d'interès local                |                          | Modifica les dades a Wikidata |
|        | església de Garcia                  | Garcia   | església        | Estil: arquitectura barroca 1949         | 41° 08′ 09″ N, 0° 39′ 04″ E / 41.13596°N,0.65118°E ca:C. del Centre, 46 37 msnm | bé integrant del patrimoni cultural català | Església de Garcia       | Modifica les dades a Wikidata |
|        | l'Església vella de Garcia          | Garcia   | església        | Estil: arquitectura barroca 17th century | 41° 08′ 19″ N, 0° 38′ 58″ E / 41.13863°N,0.64934°E ca:C. Església, 13 77 msnm   | bé cultural d'interès local                | Església vella de Garcia | Modifica les dades a Wikidata |

## font
| imatge | Nom             | Ubicat a | instància de | Detalls | coordenades                                                          | Protecció | Commons (més fotos) | Dades a WD                    |
| ------ | --------------- | -------- | ------------ | ------- | -------------------------------------------------------------------- | --------- | ------------------- | ----------------------------- |
|        | font de Beanta  | Garcia   | font         |         | 41° 10′ 16″ N, 0° 36′ 32″ E / 41.1709722972421°N,0.608917896479511°E |           |                     | Modifica les dades a Wikidata |
|        | font de Manxili | Garcia   | font         |         | 41° 10′ 24″ N, 0° 39′ 05″ E / 41.1732704701198°N,0.651425478530569°E |           |                     | Modifica les dades a Wikidata |

## forn de calç
| imatge | Nom                                      | Ubicat a | instància de | Detalls                     | coordenades | Protecció                                  | Commons (més fotos) | Dades a WD                    |
| ------ | ---------------------------------------- | -------- | ------------ | --------------------------- | ----------- | ------------------------------------------ | ------------------- | ----------------------------- |
|        | Forn de calç del barranc de les Moles I  | Garcia   | forn de calç | Estil: arquitectura popular |             | bé integrant del patrimoni cultural català |                     | Modifica les dades a Wikidata |
|        | Forn de calç del barranc de les Moles II | Garcia   | forn de calç | Estil: arquitectura popular |             | bé integrant del patrimoni cultural català |                     | Modifica les dades a Wikidata |

## forn de guix
| imatge | Nom                                        | Ubicat a | instància de | Detalls                     | coordenades | Protecció                                  | Commons (més fotos) | Dades a WD                    |
| ------ | ------------------------------------------ | -------- | ------------ | --------------------------- | ----------- | ------------------------------------------ | ------------------- | ----------------------------- |
|        | Forn de guix de l'antiga estació de Garcia | Garcia   | forn de guix | Estil: arquitectura popular |             | bé integrant del patrimoni cultural català |                     | Modifica les dades a Wikidata |
|        | Forn de guix del barranc de l'Asmà         | Garcia   | forn de guix | Estil: arquitectura popular |             | bé integrant del patrimoni cultural català |                     | Modifica les dades a Wikidata |
|        | Forn del barranc dels Roianos I            | Garcia   | forn de guix | Estil: arquitectura popular |             | bé integrant del patrimoni cultural català |                     | Modifica les dades a Wikidata |
|        | Forn del barranc dels Roianos II           | Garcia   | forn de guix | Estil: arquitectura popular |             | bé integrant del patrimoni cultural català |                     | Modifica les dades a Wikidata |
|        | Forn del barranc dels Roianos III          | Garcia   | forn de guix | Estil: arquitectura popular |             | bé integrant del patrimoni cultural català |                     | Modifica les dades a Wikidata |

## granja
| imatge | Nom                     | Ubicat a | instància de | Detalls | coordenades                                                          | Protecció | Commons (més fotos) | Dades a WD                    |
| ------ | ----------------------- | -------- | ------------ | ------- | -------------------------------------------------------------------- | --------- | ------------------- | ----------------------------- |
|        | Granja d'Alejandro      | Garcia   | granja       |         | 41° 07′ 50″ N, 0° 38′ 39″ E / 41.1304173728734°N,0.644032659209398°E |           |                     | Modifica les dades a Wikidata |
|        | Granja del Fernández    | Garcia   | granja       |         | 41° 08′ 26″ N, 0° 38′ 53″ E / 41.1406440765882°N,0.64818207550033°E  |           |                     | Modifica les dades a Wikidata |
|        | Granja del Figuerol     | Garcia   | granja       |         | 41° 08′ 45″ N, 0° 38′ 52″ E / 41.145710896899°N,0.64784197194842°E   |           |                     | Modifica les dades a Wikidata |
|        | Granja dels Republicans | Garcia   | granja       |         | 41° 07′ 20″ N, 0° 39′ 59″ E / 41.1221720732788°N,0.666398894264852°E |           |                     | Modifica les dades a Wikidata |

## masia
| imatge | Nom                             | Ubicat a | instància de | Detalls                                              | coordenades                                                          | Protecció                                  | Commons (més fotos) | Dades a WD                    |
| ------ | ------------------------------- | -------- | ------------ | ---------------------------------------------------- | -------------------------------------------------------------------- | ------------------------------------------ | ------------------- | ----------------------------- |
|        | Capella i mas de l'Enriqueta    | Garcia   | masia        | Estil: arquitectura neoclàssica arquitectura popular | 41° 08′ 10″ N, 0° 38′ 31″ E / 41.136227°N,0.642014°E                 | bé integrant del patrimoni cultural català |                     | Modifica les dades a Wikidata |
|        | Celler de Ca Marc               | Garcia   | masia        |                                                      | 41° 07′ 00″ N, 0° 38′ 17″ E / 41.1166286772347°N,0.637927866014496°E |                                            |                     | Modifica les dades a Wikidata |
|        | Mas Blanc                       | Garcia   | masia        | Estil: arquitectura popular                          | 41° 08′ 17″ N, 0° 38′ 36″ E / 41.138008°N,0.643213°E                 | bé integrant del patrimoni cultural català |                     | Modifica les dades a Wikidata |
|        | Mas d'Agna Maria                | Garcia   | masia        |                                                      | 41° 07′ 43″ N, 0° 35′ 30″ E / 41.1285604902329°N,0.59172133715848°E  |                                            |                     | Modifica les dades a Wikidata |
|        | Mas d'en Pere Negre             | Garcia   | masia        |                                                      | 41° 07′ 51″ N, 0° 37′ 41″ E / 41.130895265029°N,0.62812026525142°E   |                                            |                     | Modifica les dades a Wikidata |
|        | Mas de Balçar                   | Garcia   | masia        |                                                      | 41° 08′ 14″ N, 0° 40′ 05″ E / 41.13717344179°N,0.667963836479891°E   |                                            |                     | Modifica les dades a Wikidata |
|        | Mas de Barqueret                | Garcia   | masia        |                                                      | 41° 07′ 55″ N, 0° 35′ 39″ E / 41.1320722590428°N,0.594261304776106°E |                                            |                     | Modifica les dades a Wikidata |
|        | Mas de Bessonet                 | Garcia   | masia        |                                                      | 41° 08′ 10″ N, 0° 36′ 37″ E / 41.1361074746396°N,0.6102685181872°E   |                                            |                     | Modifica les dades a Wikidata |
|        | Mas de Bieto                    | Garcia   | masia        |                                                      | 41° 10′ 05″ N, 0° 37′ 15″ E / 41.1680417699889°N,0.620931900357908°E |                                            |                     | Modifica les dades a Wikidata |
|        | Mas de Bossa                    | Garcia   | masia        |                                                      | 41° 06′ 51″ N, 0° 40′ 58″ E / 41.1142505556065°N,0.682686146649877°E |                                            |                     | Modifica les dades a Wikidata |
|        | Mas de Ca la Figuera            | Garcia   | masia        |                                                      | 41° 08′ 15″ N, 0° 41′ 41″ E / 41.1375326300357°N,0.694745385759059°E |                                            |                     | Modifica les dades a Wikidata |
|        | Mas de Cabrer                   | Garcia   | masia        |                                                      | 41° 08′ 17″ N, 0° 36′ 52″ E / 41.1381736787242°N,0.614351433830418°E |                                            |                     | Modifica les dades a Wikidata |
|        | Mas de Cal Perxa                | Garcia   | masia        |                                                      | 41° 08′ 12″ N, 0° 37′ 44″ E / 41.1365296496909°N,0.62894564098814°E  |                                            |                     | Modifica les dades a Wikidata |
|        | Mas de Catí                     | Garcia   | masia        |                                                      | 41° 10′ 06″ N, 0° 40′ 06″ E / 41.1684536513642°N,0.668356328051125°E |                                            |                     | Modifica les dades a Wikidata |
|        | Mas de Cervelló                 | Garcia   | masia        |                                                      | 41° 08′ 02″ N, 0° 39′ 14″ E / 41.1339222871992°N,0.653795129788445°E |                                            |                     | Modifica les dades a Wikidata |
|        | Mas de Cugat                    | Garcia   | masia        |                                                      | 41° 06′ 50″ N, 0° 40′ 02″ E / 41.1137678746871°N,0.667256442808726°E |                                            |                     | Modifica les dades a Wikidata |
|        | Mas de Delfín                   | Garcia   | masia        |                                                      | 41° 08′ 08″ N, 0° 39′ 47″ E / 41.1355543523935°N,0.663184334648917°E |                                            |                     | Modifica les dades a Wikidata |
|        | Mas de Font                     | Garcia   | masia        |                                                      | 41° 07′ 02″ N, 0° 39′ 10″ E / 41.1171493882016°N,0.652820669390321°E |                                            |                     | Modifica les dades a Wikidata |
|        | Mas de Franquet                 | Garcia   | masia        |                                                      | 41° 06′ 58″ N, 0° 38′ 37″ E / 41.1160682552278°N,0.643545632699708°E |                                            |                     | Modifica les dades a Wikidata |
|        | Mas de Gaixet                   | Garcia   | masia        |                                                      | 41° 07′ 46″ N, 0° 37′ 19″ E / 41.1294477078957°N,0.621838935658948°E |                                            |                     | Modifica les dades a Wikidata |
|        | Mas de Galià                    | Garcia   | masia        |                                                      | 41° 07′ 59″ N, 0° 41′ 12″ E / 41.1330027776912°N,0.686695956004022°E |                                            |                     | Modifica les dades a Wikidata |
|        | Mas de Garrantxa                | Garcia   | masia        |                                                      | 41° 07′ 58″ N, 0° 37′ 09″ E / 41.132803940943°N,0.619061083316448°E  |                                            |                     | Modifica les dades a Wikidata |
|        | Mas de Grau                     | Garcia   | masia        |                                                      | 41° 06′ 52″ N, 0° 39′ 01″ E / 41.114394631447°N,0.650239180290029°E  |                                            |                     | Modifica les dades a Wikidata |
|        | Mas de Jepo de Baix             | Garcia   | masia        |                                                      | 41° 07′ 52″ N, 0° 40′ 47″ E / 41.1310603626055°N,0.679688083710171°E |                                            |                     | Modifica les dades a Wikidata |
|        | Mas de Jepo de Dalt             | Garcia   | masia        |                                                      | 41° 07′ 43″ N, 0° 40′ 32″ E / 41.1285646422922°N,0.675630598094289°E |                                            |                     | Modifica les dades a Wikidata |
|        | Mas de Joan d'Anguera           | Garcia   | masia        |                                                      | 41° 06′ 19″ N, 0° 41′ 57″ E / 41.1052654774278°N,0.699054236116111°E |                                            |                     | Modifica les dades a Wikidata |
|        | Mas de Josep de Corberà         | Garcia   | masia        |                                                      | 41° 07′ 24″ N, 0° 35′ 28″ E / 41.1233342636616°N,0.591185936238536°E |                                            |                     | Modifica les dades a Wikidata |
|        | Mas de Juanito de Cristòbal     | Garcia   | masia        |                                                      | 41° 07′ 24″ N, 0° 35′ 42″ E / 41.1234491354594°N,0.594957586225752°E |                                            |                     | Modifica les dades a Wikidata |
|        | Mas de Llorenç                  | Garcia   | masia        |                                                      | 41° 07′ 42″ N, 0° 38′ 51″ E / 41.1284361035877°N,0.647570013138083°E |                                            |                     | Modifica les dades a Wikidata |
|        | Mas de Mercedes                 | Garcia   | masia        |                                                      | 41° 06′ 50″ N, 0° 38′ 18″ E / 41.113818390437°N,0.638362124925451°E  |                                            |                     | Modifica les dades a Wikidata |
|        | Mas de Moliner                  | Garcia   | masia        |                                                      | 41° 06′ 58″ N, 0° 39′ 26″ E / 41.116179569242°N,0.65723396478596°E   |                                            |                     | Modifica les dades a Wikidata |
|        | Mas de Palleta                  | Garcia   | masia        |                                                      | 41° 07′ 41″ N, 0° 38′ 08″ E / 41.1280253941984°N,0.63543435441874°E  |                                            |                     | Modifica les dades a Wikidata |
|        | Mas de Paquel                   | Garcia   | masia        |                                                      | 41° 07′ 26″ N, 0° 39′ 30″ E / 41.1237827931668°N,0.658337377630624°E |                                            |                     | Modifica les dades a Wikidata |
|        | Mas de Pau Bossa                | Garcia   | masia        |                                                      | 41° 06′ 59″ N, 0° 40′ 45″ E / 41.1163400052069°N,0.679099169365651°E |                                            |                     | Modifica les dades a Wikidata |
|        | Mas de Peixater                 | Garcia   | masia        |                                                      | 41° 08′ 09″ N, 0° 36′ 36″ E / 41.135926099984°N,0.61006887553009°E   |                                            |                     | Modifica les dades a Wikidata |
|        | Mas de Pere                     | Garcia   | masia        |                                                      | 41° 07′ 53″ N, 0° 39′ 57″ E / 41.1314181256757°N,0.665749473231602°E |                                            |                     | Modifica les dades a Wikidata |
|        | Mas de Pere Escoda              | Garcia   | masia        |                                                      | 41° 07′ 47″ N, 0° 41′ 10″ E / 41.1296131727425°N,0.686100334420146°E |                                            |                     | Modifica les dades a Wikidata |
|        | Mas de Peret                    | Garcia   | masia        |                                                      | 41° 07′ 44″ N, 0° 41′ 03″ E / 41.1287645819813°N,0.684212286552532°E |                                            |                     | Modifica les dades a Wikidata |
|        | Mas de Peret de l'Avet          | Garcia   | masia        |                                                      | 41° 07′ 48″ N, 0° 40′ 50″ E / 41.1298861902402°N,0.680420397090418°E |                                            |                     | Modifica les dades a Wikidata |
|        | Mas de Polvorosa                | Garcia   | masia        |                                                      | 41° 07′ 28″ N, 0° 40′ 55″ E / 41.1243065938833°N,0.681998716756052°E |                                            |                     | Modifica les dades a Wikidata |
|        | Mas de Quanet                   | Garcia   | masia        |                                                      | 41° 08′ 47″ N, 0° 38′ 39″ E / 41.1464366346795°N,0.644269303607622°E |                                            |                     | Modifica les dades a Wikidata |
|        | Mas de Ramon Muntaner           | Garcia   | masia        |                                                      | 41° 09′ 47″ N, 0° 37′ 03″ E / 41.163099123973°N,0.61742416422589°E   |                                            |                     | Modifica les dades a Wikidata |
|        | Mas de Senís                    | Garcia   | masia        |                                                      | 41° 08′ 18″ N, 0° 40′ 49″ E / 41.1383397016572°N,0.680217755360794°E |                                            |                     | Modifica les dades a Wikidata |
|        | Mas de Sicard                   | Garcia   | masia        |                                                      | 41° 07′ 44″ N, 0° 40′ 07″ E / 41.129021782987°N,0.66868913994583°E   |                                            |                     | Modifica les dades a Wikidata |
|        | Mas de Sorita                   | Garcia   | masia        |                                                      | 41° 07′ 01″ N, 0° 38′ 43″ E / 41.1168440272645°N,0.64536393463676°E  |                                            |                     | Modifica les dades a Wikidata |
|        | Mas de Terrai                   | Garcia   | masia        |                                                      | 41° 07′ 14″ N, 0° 41′ 26″ E / 41.1205703451864°N,0.690598824361774°E |                                            |                     | Modifica les dades a Wikidata |
|        | Mas de València                 | Garcia   | masia        |                                                      | 41° 06′ 57″ N, 0° 38′ 15″ E / 41.115915904055°N,0.637429395944293°E  |                                            |                     | Modifica les dades a Wikidata |
|        | Mas de Vinyes                   | Garcia   | masia        |                                                      | 41° 09′ 33″ N, 0° 40′ 36″ E / 41.1592354631008°N,0.676620472749303°E |                                            |                     | Modifica les dades a Wikidata |
|        | Mas de Víctor                   | Garcia   | masia        |                                                      | 41° 07′ 06″ N, 0° 40′ 03″ E / 41.1184636846234°N,0.667411684397614°E |                                            |                     | Modifica les dades a Wikidata |
|        | Mas de Ximet                    | Garcia   | masia        |                                                      | 41° 10′ 21″ N, 0° 35′ 52″ E / 41.1726022033895°N,0.597653671809653°E |                                            |                     | Modifica les dades a Wikidata |
|        | Mas de l'Adroguer               | Garcia   | masia        |                                                      | 41° 08′ 03″ N, 0° 40′ 06″ E / 41.1342696395627°N,0.668233517138485°E |                                            |                     | Modifica les dades a Wikidata |
|        | Mas de l'Anguera                | Garcia   | masia        |                                                      | 41° 06′ 54″ N, 0° 41′ 24″ E / 41.1149203765687°N,0.690022817863284°E |                                            |                     | Modifica les dades a Wikidata |
|        | Mas de la Mercè                 | Garcia   | masia        |                                                      | 41° 06′ 39″ N, 0° 38′ 21″ E / 41.1108993905464°N,0.639205143780055°E |                                            |                     | Modifica les dades a Wikidata |
|        | Mas de la Ventureta Vell        | Garcia   | masia        |                                                      | 41° 07′ 50″ N, 0° 38′ 46″ E / 41.1306319610287°N,0.646157328592923°E |                                            |                     | Modifica les dades a Wikidata |
|        | Mas de la Véntola               | Garcia   | masia        |                                                      | 41° 07′ 52″ N, 0° 38′ 37″ E / 41.13121301836°N,0.64359512775931°E    |                                            |                     | Modifica les dades a Wikidata |
|        | Mas de les Pujoles              | Garcia   | masia        |                                                      | 41° 08′ 16″ N, 0° 41′ 29″ E / 41.1377716236627°N,0.691389202254761°E |                                            |                     | Modifica les dades a Wikidata |
|        | Mas de les Tallades             | Garcia   | masia        |                                                      | 41° 07′ 04″ N, 0° 42′ 11″ E / 41.1178296810227°N,0.703081662333566°E |                                            |                     | Modifica les dades a Wikidata |
|        | Mas de les Voltes               | Garcia   | masia        |                                                      | 41° 08′ 16″ N, 0° 41′ 41″ E / 41.1378026515544°N,0.694735926777966°E |                                            |                     | Modifica les dades a Wikidata |
|        | Mas del Berruc                  | Garcia   | masia        |                                                      | 41° 08′ 33″ N, 0° 41′ 24″ E / 41.1425704403367°N,0.689945949534493°E |                                            |                     | Modifica les dades a Wikidata |
|        | Mas del Carnisser Nou           | Garcia   | masia        |                                                      | 41° 07′ 45″ N, 0° 36′ 15″ E / 41.129245725362°N,0.604275617450927°E  |                                            |                     | Modifica les dades a Wikidata |
|        | Mas del Cid                     | Garcia   | masia        |                                                      | 41° 07′ 04″ N, 0° 39′ 13″ E / 41.117906949976°N,0.65359946268379°E   |                                            |                     | Modifica les dades a Wikidata |
|        | Mas del Músic                   | Garcia   | masia        |                                                      | 41° 08′ 06″ N, 0° 40′ 43″ E / 41.1350812464274°N,0.678533687849322°E |                                            |                     | Modifica les dades a Wikidata |
|        | Mas del Pelat                   | Garcia   | masia        |                                                      | 41° 08′ 57″ N, 0° 40′ 42″ E / 41.1492712436932°N,0.678283208937086°E |                                            |                     | Modifica les dades a Wikidata |
|        | Mas del Pilar de Casa           | Garcia   | masia        |                                                      | 41° 07′ 34″ N, 0° 36′ 08″ E / 41.1262403271801°N,0.602252794473446°E |                                            |                     | Modifica les dades a Wikidata |
|        | Mas del Ponet                   | Garcia   | masia        |                                                      | 41° 10′ 32″ N, 0° 38′ 56″ E / 41.1755950194722°N,0.648815211762628°E |                                            |                     | Modifica les dades a Wikidata |
|        | Mas del Porxet                  | Garcia   | masia        |                                                      | 41° 08′ 16″ N, 0° 41′ 35″ E / 41.1378303641814°N,0.69297169415138°E  |                                            |                     | Modifica les dades a Wikidata |
|        | Mas del Rasquerà                | Garcia   | masia        |                                                      | 41° 06′ 48″ N, 0° 40′ 30″ E / 41.1132395587043°N,0.674980569020791°E |                                            |                     | Modifica les dades a Wikidata |
|        | Mas del Remei                   | Garcia   | masia        |                                                      | 41° 07′ 51″ N, 0° 40′ 34″ E / 41.1308088075182°N,0.676146984424967°E |                                            |                     | Modifica les dades a Wikidata |
|        | Mas del Teixidor                | Garcia   | masia        |                                                      | 41° 08′ 27″ N, 0° 37′ 44″ E / 41.140820012111°N,0.62895395411479°E   |                                            |                     | Modifica les dades a Wikidata |
|        | Sequer d'Anguera                | Garcia   | masia        |                                                      | 41° 07′ 05″ N, 0° 41′ 33″ E / 41.1179409683015°N,0.692429943912962°E |                                            |                     | Modifica les dades a Wikidata |
|        | Sequer de Sanxo                 | Garcia   | masia        |                                                      | 41° 06′ 35″ N, 0° 41′ 47″ E / 41.1096057543532°N,0.696294603888716°E |                                            |                     | Modifica les dades a Wikidata |
|        | Sequer de l'Ignasi              | Garcia   | masia        |                                                      | 41° 07′ 18″ N, 0° 41′ 11″ E / 41.1215999347658°N,0.686250937153617°E |                                            |                     | Modifica les dades a Wikidata |
|        | Sénia de Ca Remei               | Garcia   | masia        |                                                      | 41° 07′ 04″ N, 0° 38′ 16″ E / 41.1177048168796°N,0.637698702377365°E |                                            |                     | Modifica les dades a Wikidata |
|        | Sénia de Camot                  | Garcia   | masia        |                                                      | 41° 07′ 16″ N, 0° 38′ 21″ E / 41.1210224226416°N,0.639163819415615°E |                                            |                     | Modifica les dades a Wikidata |
|        | Sénia de Catre                  | Garcia   | masia        |                                                      | 41° 08′ 33″ N, 0° 38′ 31″ E / 41.1423995021146°N,0.641971342277537°E |                                            |                     | Modifica les dades a Wikidata |
|        | Sénia de Domingo                | Garcia   | masia        |                                                      | 41° 07′ 08″ N, 0° 38′ 18″ E / 41.1190211031201°N,0.638199362850793°E |                                            |                     | Modifica les dades a Wikidata |
|        | Sénia de Juanito del Pinvell    | Garcia   | masia        |                                                      | 41° 07′ 34″ N, 0° 38′ 26″ E / 41.1261738961831°N,0.640456147779453°E |                                            |                     | Modifica les dades a Wikidata |
|        | Sénia de Paquito Soler          | Garcia   | masia        |                                                      | 41° 07′ 38″ N, 0° 38′ 27″ E / 41.1271624996055°N,0.640789983661684°E |                                            |                     | Modifica les dades a Wikidata |
|        | Sénia de Pedrosa                | Garcia   | masia        |                                                      | 41° 07′ 10″ N, 0° 38′ 19″ E / 41.1193198557035°N,0.638712709997088°E |                                            |                     | Modifica les dades a Wikidata |
|        | Sénia de Rassès                 | Garcia   | masia        |                                                      | 41° 08′ 01″ N, 0° 38′ 28″ E / 41.1335026957804°N,0.641194121389599°E |                                            |                     | Modifica les dades a Wikidata |
|        | Sénia de Serafí                 | Garcia   | masia        |                                                      | 41° 08′ 03″ N, 0° 38′ 30″ E / 41.1342327245976°N,0.641656398793443°E |                                            |                     | Modifica les dades a Wikidata |
|        | Sénia de Solivella              | Garcia   | masia        |                                                      | 41° 07′ 21″ N, 0° 38′ 22″ E / 41.1223639965053°N,0.639580247400552°E |                                            |                     | Modifica les dades a Wikidata |
|        | Sénia de l'Anton                | Garcia   | masia        |                                                      | 41° 06′ 59″ N, 0° 38′ 15″ E / 41.1162759193875°N,0.637416480363622°E |                                            |                     | Modifica les dades a Wikidata |
|        | Sénia de l'Enriqueta            | Garcia   | masia        |                                                      | 41° 08′ 09″ N, 0° 38′ 31″ E / 41.1359501120074°N,0.641952261708968°E |                                            |                     | Modifica les dades a Wikidata |
|        | Sénia de l'Esteve               | Garcia   | masia        |                                                      | 41° 07′ 23″ N, 0° 38′ 22″ E / 41.1231078564763°N,0.639398733739129°E |                                            |                     | Modifica les dades a Wikidata |
|        | Sénia de l'Olives               | Garcia   | masia        |                                                      | 41° 08′ 23″ N, 0° 38′ 33″ E / 41.1398502225114°N,0.642396299310168°E |                                            |                     | Modifica les dades a Wikidata |
|        | Sénia de la Rosita              | Garcia   | masia        |                                                      | 41° 08′ 42″ N, 0° 38′ 21″ E / 41.1450199074731°N,0.63930374518726°E  |                                            |                     | Modifica les dades a Wikidata |
|        | Sénia de la Serra               | Garcia   | masia        |                                                      | 41° 08′ 12″ N, 0° 38′ 32″ E / 41.1367205081966°N,0.642186757576329°E |                                            |                     | Modifica les dades a Wikidata |
|        | Sénia del Baron                 | Garcia   | masia        |                                                      | 41° 08′ 16″ N, 0° 38′ 36″ E / 41.1378171463041°N,0.643398421659452°E |                                            |                     | Modifica les dades a Wikidata |
|        | Sénia del Carboner              | Garcia   | masia        |                                                      | 41° 08′ 28″ N, 0° 38′ 33″ E / 41.1411229325678°N,0.642529414253944°E |                                            |                     | Modifica les dades a Wikidata |
|        | Sénia del Caçador               | Garcia   | masia        |                                                      | 41° 07′ 02″ N, 0° 38′ 15″ E / 41.1171081057287°N,0.637589096604467°E |                                            |                     | Modifica les dades a Wikidata |
|        | Sénia del Juanito de Cabanelles | Garcia   | masia        |                                                      | 41° 06′ 49″ N, 0° 38′ 14″ E / 41.113623457319°N,0.637201985663762°E  |                                            |                     | Modifica les dades a Wikidata |
|        | Sénia del Neno                  | Garcia   | masia        |                                                      | 41° 07′ 05″ N, 0° 38′ 19″ E / 41.1179554275341°N,0.638499610249564°E |                                            |                     | Modifica les dades a Wikidata |
|        | Sénia del Pilar de Casa         | Garcia   | masia        |                                                      | 41° 08′ 31″ N, 0° 38′ 32″ E / 41.1418653316226°N,0.642276436767789°E |                                            |                     | Modifica les dades a Wikidata |
|        | Sénia del Ranci                 | Garcia   | masia        |                                                      | 41° 08′ 06″ N, 0° 38′ 30″ E / 41.1348822151308°N,0.641704604789415°E |                                            |                     | Modifica les dades a Wikidata |
|        | Sénies de Garcia                | Garcia   | masia        | Estil: arquitectura popular                          | 41° 08′ 07″ N, 0° 38′ 30″ E / 41.135335°N,0.641587°E                 | bé integrant del patrimoni cultural català |                     | Modifica les dades a Wikidata |
|        | Venta de Ramonet                | Garcia   | masia        |                                                      | 41° 06′ 33″ N, 0° 41′ 20″ E / 41.1090628343435°N,0.688977819973114°E |                                            |                     | Modifica les dades a Wikidata |
|        | lo Molí de la Farina            | Garcia   | masia        |                                                      | 41° 08′ 01″ N, 0° 39′ 11″ E / 41.1336253185556°N,0.652924145167098°E |                                            |                     | Modifica les dades a Wikidata |

## muntanya
| imatge | Nom             | Ubicat a                      | instància de | Detalls | coordenades                                                             | Protecció | Commons (més fotos) | Dades a WD                    |
| ------ | --------------- | ----------------------------- | ------------ | ------- | ----------------------------------------------------------------------- | --------- | ------------------- | ----------------------------- |
|        | Pic de l'Àguila | Garcia Ascó                   | muntanya     |         | 41° 08′ 24″ N, 0° 36′ 08″ E / 41.139903°N,0.602189°E 492 msnm           |           |                     | Modifica les dades a Wikidata |
|        | lo Tormo        | la Torre de l'Espanyol Garcia | muntanya     |         | 41° 10′ 45″ N, 0° 38′ 36″ E / 41.1790342228°N,0.643458682023°E 523 msnm |           | Lo Tormo            | Modifica les dades a Wikidata |

## pedrera
| imatge | Nom                 | Ubicat a | instància de | Detalls | coordenades                                                          | Protecció | Commons (més fotos) | Dades a WD                    |
| ------ | ------------------- | -------- | ------------ | ------- | -------------------------------------------------------------------- | --------- | ------------------- | ----------------------------- |
|        | Cantera d'Enllà     | Garcia   | pedrera      |         | 41° 08′ 44″ N, 0° 38′ 10″ E / 41.1454844763714°N,0.636046125500512°E |           |                     | Modifica les dades a Wikidata |
|        | Desmunt de Perles   | Garcia   | pedrera      |         | 41° 08′ 01″ N, 0° 36′ 41″ E / 41.1336701875423°N,0.611310065773224°E |           |                     | Modifica les dades a Wikidata |
|        | les Terres Blanques | Garcia   | pedrera      |         | 41° 07′ 34″ N, 0° 38′ 04″ E / 41.126131560525°N,0.63444223334721°E   |           |                     | Modifica les dades a Wikidata |

## pont
| imatge | Nom                          | Ubicat a | instància de | Detalls                                 | coordenades                                                          | Protecció | Commons (més fotos) | Dades a WD                    |
| ------ | ---------------------------- | -------- | ------------ | --------------------------------------- | -------------------------------------------------------------------- | --------- | ------------------- | ----------------------------- |
|        | Pont de Garcia               | Garcia   | pont         |                                         | 41° 07′ 46″ N, 0° 38′ 33″ E / 41.1294608505957°N,0.642625499809128°E |           |                     | Modifica les dades a Wikidata |
|        | Pont de l'Ull de l'Asmà      | Garcia   | pont         |                                         | 41° 06′ 44″ N, 0° 42′ 01″ E / 41.1122895226407°N,0.700333270749779°E |           |                     | Modifica les dades a Wikidata |
|        | Pont nou del Riu de Siurana  | Garcia   | pont         | Travessa: riu de Siurana Hi passa: C-12 | 41° 07′ 50″ N, 0° 39′ 02″ E / 41.1305664821501°N,0.650448192607341°E |           |                     | Modifica les dades a Wikidata |
|        | Pont vell del Riu de Siurana | Garcia   | pont         | Travessa: riu de Siurana                | 41° 07′ 53″ N, 0° 39′ 07″ E / 41.1314637933156°N,0.652048205852209°E |           |                     | Modifica les dades a Wikidata |

## serra
| imatge | Nom                | Ubicat a                              | instància de | Detalls | coordenades                                                        | Protecció | Commons (més fotos) | Dades a WD                    |
| ------ | ------------------ | ------------------------------------- | ------------ | ------- | ------------------------------------------------------------------ | --------- | ------------------- | ----------------------------- |
|        | Los Morers         | Garcia                                | serra        |         | 41° 09′ 43″ N, 0° 37′ 46″ E / 41.162°N,0.629436°E 256.9 msnm       |           |                     | Modifica les dades a Wikidata |
|        | Serra dels Gobians | Garcia                                | serra        |         | 41° 09′ 17″ N, 0° 40′ 23″ E / 41.15481667°N,0.67302778°E           |           |                     | Modifica les dades a Wikidata |
|        | la Fotx            | Garcia                                | serra        |         | 41° 08′ 42″ N, 0° 37′ 13″ E / 41.1451°N,0.620317°E 366.6 msnm      |           |                     | Modifica les dades a Wikidata |
|        | lo Tormo           | Garcia la Torre de l'Espanyol Vinebre | serra        |         | 41° 11′ 05″ N, 0° 39′ 24″ E / 41.184722222222°N,0.65666666666667°E |           |                     | Modifica les dades a Wikidata |

## torre de defensa
| imatge | Nom                  | Ubicat a | instància de     | Detalls                     | coordenades                                          | Protecció                                  | Commons (més fotos) | Dades a WD                    |
| ------ | -------------------- | -------- | ---------------- | --------------------------- | ---------------------------------------------------- | ------------------------------------------ | ------------------- | ----------------------------- |
|        | Castellot de Roianos | Garcia   | torre de defensa | Estil: arquitectura popular | 41° 08′ 09″ N, 0° 38′ 15″ E / 41.135774°N,0.6375°E   | bé integrant del patrimoni cultural català |                     | Modifica les dades a Wikidata |
|        | Castellot de Romeus  | Garcia   | torre de defensa | Estil: arquitectura popular | 41° 08′ 12″ N, 0° 41′ 03″ E / 41.136593°N,0.684047°E | bé integrant del patrimoni cultural català |                     | Modifica les dades a Wikidata |

## túnel
| imatge | Nom                    | Ubicat a | instància de | Detalls | coordenades                                                          | Protecció | Commons (més fotos) | Dades a WD                    |
| ------ | ---------------------- | -------- | ------------ | ------- | -------------------------------------------------------------------- | --------- | ------------------- | ----------------------------- |
|        | Túnel de la Fotx       | Garcia   | túnel        |         | 41° 09′ 04″ N, 0° 37′ 42″ E / 41.1510984096438°N,0.628289456758207°E |           |                     | Modifica les dades a Wikidata |
|        | Túnel del Pas de l'Ase | Garcia   | túnel        |         | 41° 09′ 23″ N, 0° 37′ 08″ E / 41.1564192579685°N,0.619016645954717°E |           |                     | Modifica les dades a Wikidata |

## Misc
| imatge | Nom                             | Ubicat a                                    | instància de                                   | Detalls                                                  | coordenades | Protecció                                            | Commons (més fotos)        | Dades a WD                    |
| ------ | ------------------------------- | ------------------------------------------- | ---------------------------------------------- | -------------------------------------------------------- | --- | ---------------------------------------------------- | -------------------------- | ----------------------------- |
|        | Aiguabarreig Siurana-Ebre       | Garcia                                      | zona humida                                    | Superfície: 9.75ha                                       | 41° 07′ 53″ N, 0° 38′ 57″ E / 41.1315°N,0.6492°E                                                                            |                                                      |                            | Modifica les dades a Wikidata |
|        | Cisternes de pedra seca         | Garcia                                      | cisterna                                       | Estil: arquitectura popular                              | 41° 07′ 03″ N, 0° 40′ 12″ E / 41.117459°N,0.670049°E                                                                        | bé integrant del patrimoni cultural català           |                            | Modifica les dades a Wikidata |
|        | Ebre                            | Cantàbria País Basc Navarra Aragó Catalunya | riu                                            | Desemboca: mar Mediterrània Llarg: 910km Conca: 86800km² | 43° 02′ 15″ N, 4° 22′ 12″ O / 43.0375°N,4.37°O 40° 43′ 43″ N, 0° 52′ 09″ E / 40.728527°N,0.869293°E                         |                                                      | Ebro River                 | Modifica les dades a Wikidata |
|        | Forn de totxo Mas de la Bossa I | Garcia                                      | teuleria                                       | Estil: arquitectura popular                              | | bé integrant del patrimoni cultural català           |                            | Modifica les dades a Wikidata |
|        | Garcia                          | Garcia                                      | entitat singular de població capital municipal | 540 hab                                                  | 41° 08′ 14″ N, 0° 38′ 58″ E / 41.1372741°N,0.6495379°E 50 msnm                                                              |                                                      |                            | Modifica les dades a Wikidata |
|        | Mas del Fariner                 | Garcia                                      | molí d'aigua                                   | Estil: arquitectura popular 19th century                 | 41° 08′ 02″ N, 0° 39′ 22″ E / 41.133875°N,0.656102°E ca:Al sud-est del nucli de Garcia, pel camí de Balitxans 33 msnm       | bé integrant del patrimoni cultural català           | Mas del Fariner            | Modifica les dades a Wikidata |
|        | Molí de Ca Bessó                | Garcia                                      | molí                                           | Estil: arquitectura popular 20th century                 | 41° 08′ 14″ N, 0° 39′ 02″ E / 41.137281°N,0.650616°E ca:C. de la Gatera 44 msnm                                             | bé integrant del patrimoni cultural català           | Molí de Ca Bessó           | Modifica les dades a Wikidata |
|        | Pas de l'Ase                    | Ascó Garcia                                 | canyó                                          |                                                          | 41° 09′ 28″ N, 0° 37′ 07″ E / 41.157737°N,0.618519°E                                                                        |                                                      |                            | Modifica les dades a Wikidata |
|        | Perxe de Cal Rei                | Garcia                                      | passatge                                       | Estil: arquitectura popular 17th century                 | 41° 08′ 17″ N, 0° 38′ 58″ E / 41.137961°N,0.649511°E ca:C. de l'Església - c. Major 67 msnm                                 | bé integrant del patrimoni cultural català           | Perxe de Cal Rei           | Modifica les dades a Wikidata |
|        | Perxe del carrer del Porxo      | Garcia                                      | porta de ciutat                                | Estil: arquitectura popular 18th century                 | 41° 08′ 13″ N, 0° 38′ 59″ E / 41.137048°N,0.649597°E ca:C. del Porxo 40 msnm                                                | bé integrant del patrimoni cultural català           | Perxe del carrer del Porxo | Modifica les dades a Wikidata |
|        | Trinxeres de Garcia             | Garcia                                      | trinxera                                       | Estil: arquitectura popular                              | 41° 08′ 25″ N, 0° 40′ 04″ E / 41.140277777777776°N,0.6677777777777778°E                                                     | bé integrant del patrimoni cultural català           |                            | Modifica les dades a Wikidata |
|        | casa consistorial de Garcia     | Garcia                                      | casa consistorial                              |                                                          | 41° 08′ 12″ N, 0° 38′ 56″ E / 41.1366531°N,0.648947°E                                                                       |                                                      |                            | Modifica les dades a Wikidata |
|        | castell de Garcia               | Garcia                                      | castell                                        |                                                          | 41° 08′ 21″ N, 0° 39′ 00″ E / 41.139172°N,0.65013°E ca:Carrer del Calvari 93 msnm                                           | bé d'interès cultural bé cultural d'interès nacional | Castell de Garcia          | Modifica les dades a Wikidata |
|        | coll del Clot de l'Heura        | Garcia el Molar                             | collada                                        |                                                          | 41° 10′ 54″ N, 0° 39′ 53″ E / 41.181666666667°N,0.66472222222222°E                                                          |                                                      |                            | Modifica les dades a Wikidata |
|        | estació de Garcia               | Garcia                                      | estació de ferrocarril                         | Estil: arquitectura eclèctica 1922                       | 41° 08′ 21″ N, 0° 38′ 30″ E / 41.139117°N,0.641761°E ca:Les Sénies 39 msnm                                                  | bé integrant del patrimoni cultural català           | Garcia train station       | Modifica les dades a Wikidata |
|        | riu de Siurana                  | Baix Camp Priorat Ribera d'Ebre             | curs d'aigua                                   | Desemboca: Ebre Llarg: 50km                              | 41° 16′ 37″ N, 0° 59′ 58″ E / 41.276988°N,0.999557°E 41° 07′ 54″ N, 0° 38′ 41″ E / 41.13170194444445°N,0.6447438888888889°E |                                                      | Riu de Siurana             | Modifica les dades a Wikidata |